# Số chẵn
Trong toán học, số chẵn là số nguyên chia hết cho 2. Số nguyên không phải số chẵn được gọi là số lẻ.

## Phép cộng và phép trừ
Phép cộng và phép trừ số nguyên tuân theo nguyên tắc:
- số lẻ ± số lẻ = số chẵn
- số lẻ ± số chẵn = số lẻ
- số chẵn ± số chẵn = số chẵn

Trong đó ± là biểu thị cho phép cộng và phép trừ.